# Крістофер Юбенкс
Крістофер Юбенкс (англ. Christopher Eubanks) — американський тенісист. 
Найбільшим досягненням Юбенкса став вихід у чвертьфінал Вімблдону 2023.

## Фінали турнірів ATP

### Одиночний розряд: 1 титул
| Легенда                       |
| ----------------------------- |
| Турніри Великого шолома (0–0) |
| Фінали турнірів ATP (0–0)     |
| ATP Tour Masters 1000 (0–0)   |
| ATP Tour 500 Series (0–0)     |
| ATP Tour 250 Series (1–0)     |

| За поверхнею |
| ------------ |
| Хард (0–0)   |
| Грунт (0–0)  |
| Трава (1–0)  |

| Фінали за умовами |
| ----------------- |
| Outdoor (1–0)     |
| Indoor (0–0)      |

| Результат | В–П | Дата     | Турнір               | Статус     | Поверхня | Супротивник      | Рахунок  |
| --------- | --- | -------- | -------------------- | ---------- | -------- | ---------------- | -------- |
| Перемога  | 1–0 | Чер 2023 | Mallorca Open, Spain | 250 Series | Трава    | Адріан Маннаріно | 6–1, 6–4 |